# Reșetîlivske, Polohî
Reșetîlivske (în ucraineană Решетилівське) este un sat în comuna Kosteantînivka din raionul Polohî, regiunea Zaporijjea, Ucraina.

## Demografie
Componența lingvistică a localității Reșetîlivske
     Ucraineană (92,88%)
     Rusă (5,99%)
Conform recensământului din 2001, majoritatea populației localității Reșetîlivske era vorbitoare de ucraineană (92,88%), existând în minoritate și vorbitori de rusă (5,99%).